# Jason Cook
Jason John Cook, född 13 september 1980 i Somerdale, New Jersey, USA, är en amerikansk skådespelare. Är mest känd för svenska tittare i långköraren Days Of Our Life (Våra bästa år) där han tidigare gestaltat Shawn Douglas Brady, son till superparet Bo och Hope Brady som spelas av Peter Reckell och Kristian Alfonso.